# Carmen Lucia (giurista)
Carmen Lúcia Antunes Rocha (Montes Claros, 19 aprile 1954) è un avvocato e magistrato brasiliano.
È l'attuale presidente del Supremo Tribunale Federale. Ha inoltre ricoperto le posizioni di presidente del Tribunale Superiore Elettorale
Laureata in legge alla Facoltà di Diritto di Minas Gerais (1977) si specializza in diritto aziendale alla Fondazione Dom Cabral nel 1979, prende il master in diritto costituzionale dalla Università Federale di Minas Gerais e prosegue con il dottorato (1983) in legge dello Stato all'Università di San Paolo. Dal 1983 è professore ordinario di diritto costituzionale presso l'Università Cattolica di Minas Gerais, nonché coordinatrice del Nucleo di Diritto Costituzionale.

Esercita il ruolo di procuratore dello stato di Minas Gerais dal 1983 al 2006 ed è stata procuratore generale dello Stato durante il mandato del governatore Itamar Franco. È un membro a pieno titolo dell'Istituto brasiliano degli avvocati, è stata la direttrice della rivista di questa istituzione ed è stato membro della Commissione per gli Studi Costituzionali del Consiglio federale del Ordine degli Avvocati del Brasile dal 1994 al 2006.

Nel 2006 viene nominata dal presidente Luiz Inácio Lula da Silva alla carica di ministro della Corte Suprema, diventando la seconda donna a ricoprire questa posizione dopo la ministra Ellen Gracie. Diventa vicepresidente della Corte nel 2014. Ricopre il ruolo di ministro del Tribunale Superiore elettorale dal 2009-2013, che presiede nel 2012-2013, diventando la prima donna a farlo..

## Biografia
Nata a Montes Claros, da Florival Rocha e Anésia Antunes, di origini portoghesi,  Carmen Lúcia Antunes Rocha cresce nella città di Espinosa nello stato di Minas Gerais. Si laurea in giurisprudenza nel 1977 alla Facoltà di Giurisprudenza di Minas Gerais alla quale torna da docente. Si specializza in diritto commerciale alla Fundação Dom Cabral (1979), master in Diritto Costituzionale alla Università Federale di Minas Gerais (1982), dottorato di ricerca in diritto pubblico alla Universidade de São Paulo (1983).
È procuratore di Minas Gerais dal 1983 fino a quando viene nominata alla Corte Suprema nel 2006, ha ricoperto la carica di procuratore generale dello stato sotto la presidenza di Itamar Franco. È stata direttrice della rivista brasiliana dell'Istituto degli Avvocati Brasiliani.
Nella tredicesima edizione del giornale O Globo, è stata eletta "Personalità dell'Anno" nel 2015.
È una lontana parente di Jose Paulo Sepulveda Pertence, che è stato anche Ministro della Corte Suprema.

## Tribunale supremo federale
Carmen Lucia viene nominata dal presidente Luiz Inácio Lula da Silva per prendere in carico il lavoro dell'allora ministro Nelson Jobim, che si è ritirato il 26 maggio del 2006.
La sua nomina è approvata dal Senato con 55 voti a 1 il 24 maggio 2006.
Presta giuramento il 21 giugno 2006, diventando la seconda donna nominata al posto di ministro del Tribunale supremo federale.
Secondo dati recenti del suo ufficio, tra i ministri, è quella che è in conformità con gli obiettivi per i giorni impiegati e la velocità.

### Scandalo Mensalão
Vota, in minoranza, per l'assoluzione di 13 accusati di cospirazione della banda coinvolta nello Scandalo del mensalão.

### L'arresto di Natan Donadon
La ministra ha emesso mandato d'arresto per il deputato Nathan Donadon (PMDB-RO), condannato a 13 anni, 4 mesi e 10 giorni in regime inizialmente chiuso per i reati di associazione a delinquere e peculato. Era la relatrice del processo. Con la decisione della Corte Suprema, il deputato Donadon è stato condannato non solo alla reclusione, ma anche alla perdita dei diritti politici.

### L'arresto di Delcídio do Amaral
Nel novembre del 2015, Carmen Lucia vota per l'arresto del senatore Amaral Delcídio allora capo del governo dell'ex presidente Dilma Rousseff. È stata la prima volta nella storia che un senatore in carica è stato arrestato in Brasile ed il voto della ministra è diventato un simbolo di questo fatto.
In esso, Carmen Lucia si dichiara a favore dell'arresto di Amaral Delcídio, in un discorso che parla del prevalere della speranza sulla paura, un motto della campagna politica del Partito dei Lavoratori (Partido dos Trabalhadores PT) per l'elezione di Luiz Inácio Lula da Silva come presidente della repubblica, dello scandalo Mensalão, e del disprezzo che prova nel vedere che l'immunità è sinonimo di impunità.
"C'è stato un tempo in cui molti di noi brasiliani credevano, un motto con il quale la speranza aveva conquistato la paura. Quando sono stata di fronte all'azione penale 470 ho scoperto che il cinismo aveva vinto quella speranza. Ora pare che il disprezzo ha vinto sul cinismo. Il crimine non vince sulla giustizia Avviso ai naviganti di queste acque torbide della corruzione e ingiustizie: I criminali non passeranno il rasoio di sfacciataggine e la conclusione che l'immunità, l'impunità e la corruzione ... (Carmen Lucia, ministro STF )
Il voto della ministra ha generato reazioni favorevoli, e anche contrari. Gli oppositori hanno criticato la ministra di fare un uso politico del voto.

## Tribunale Superiore Elettorale
Agendo come ministro sostituto del Tribunale Superiore Elettorale (TSE), ha prestato giuramento come ministro titolare il 19 novembre del 2009, in vista delle dimissioni del ministro Joaquim Barbosa. Il 6 marzo 2012 è stata nominata presidente della Corte Suprema Elettorale, succedendo al ministro Ricardo Lewandowski. Si è insediato il 18 aprile, diventando la prima donna a presiedere la corte. La ministra ha lasciato la presidenza della TSE nel 2013, lasciando il posto al ministro Marco Aurélio Mello.

## Libri
- O Princípio Constitucional da Igualdade, Publicado pela Editora Lê 1990;
- Constituição e Constitucionalidade, Publicado pela Editora Lê 1991;
- Princípios Constitucionais da Administração Pública, Publicado pela Editora Del Rey 1994;
- Estudo sobre Concessão e Permissão do Serviço Público no Brasil, Publicado pela Editora Saraiva 1996;
- República e Federação no Brasil, Publicado pela Editora Del Rey 1997;
- Princípios constitucionais dos servidores públicos, Publicado pela Editora Saraiva 2000;
- Direito de/para Todos, Publicado pela Editora Fórum 2004.